# Zgornji Osek, Avstrija
Zgornji Osek ali tudi Osek (nemško Oberhaag) je občina z okoli 2.064 prebivalci na avstrijskem Štajerskem. Spada pod  Okraj Lipnica. Ime izvira iz nemškega prevoda slovenske besede »hrast« in tako imenovanega naselja v občini »K(h)rast«.

## Geografija
Zgornji Osek leži v dolini Saggautal med Ivnikom in Arnežem na avstrijskem Štajerskem. Pet kilometrov občinske meje je tudi državna meja s Slovenijo.

## Naselja v občini
Občina Zgornji Osek je sestavljena iz 7 naselij in prav toliko katastrskih občin (z nemško ustreznico) (v oklepaju število prebivalcev, stanje 1.1.2022):
Naselji Zgornji Osek so:
- Stari potok (+176 preb.)
- Hardegg (+149 preb.)
- Kitzelsdorf (+216 preb.)
- Hrast (+212 preb.)
- Lieschen (+368 preb.)
- Obergreith (+292 preb.)
- Zgornji Osek (+674 preb.)

Katastrske občine so Stari potok, Hardegg, Kitzelsdorf, Hrast, Lieschen, Obergreith in Zgornji Osek.

## Zgodovina
Območje okoli Gornjega Oseka je bilo prvič omenjeno v dokumentu, v katerem visokosvobodni gospod "Reinbertus von Muorekke" (iz Cmureka) podeljuje posest v "in superiori hage" (Gornjem Oseku) Samostanu Šent Pavel v Labotski dolini. Številne grajske konjušnice "im Haag" (v Oseku) so postale svobodni dvori in bivališča tako imenovanih "vitezov z enim ščitom", ki so v tistem času predstavljali politično upravo dežele.
Med njimi sta leta 1170 omenjena tudi brata von Kohlberg (danes v okrožju Gornji Osek) v listini župnije Lipnica, v kateri sta omenjeni župniji Sv. Ivan v Saggautalu in Ivniku, ki sta takrat pripadali pra župniji Lipnica. Po ustanovitvi župnije leta 1788 je Gornji Osek pripadal župniji Arnež. Leta 1795 je bila zgrajena prva vaška kapela.
Občine so v Avstriji nastale kot avtonomna telesa družbe 1850. Šele leta 1878 se je iz občine Arnež izločilo območje Zgornjega Oseka in postalo neodvisna občina. Po površini je zdaj ena večjih občin v okrožju Lipnice. Med leti 1945 do 1955 je bila del britanskega okupacijskega območja v Avstriji.

## Kultura in znamenitosti
- Grad Thunau

### Znane osebe iz občine
- Werner Strohmaier (* 1942), politik